# Centro Europeu de Tecnologia e Pesquisa Espacial
O Centro Europeu de Tecnologia e Pesquisa Espacial (em inglês: European Space Research and Technology Centre (ESTEC)) é o principal centro de desenvolvimento e teste de tecnologia espacial da Agência Espacial Europeia. Está situada em Noordwijk, Holanda do Sul, no oeste da Holanda, embora a vários quilômetros da vila, mas imediatamente ligada ao distrito mais ao norte da cidade vizinha de Katwijk.
No ESTEC, cerca de 2500 engenheiros, técnicos e cientistas trabalham com o projeto da missão, espaçonaves e tecnologia espacial. O ESTEC fornece extensas instalações de teste para verificar o bom funcionamento da espaçonave, como o Large Space Simulator (LSS), baias de teste acústico e eletromagnético, mesas de vibração multieixos e o Laboratório de Propulsão da ESA (EPL). Antes do lançamento, quase todo o equipamento que a ESA lança é testado em algum grau no ESTEC.
A Space Expo é o centro de visitantes da ESTEC. Tem uma exposição permanente sobre exploração espacial.

## Atividades
- Avaliação da missão futura
- Suporte ao projeto atual
- Centro de Testes
- Operações

## História

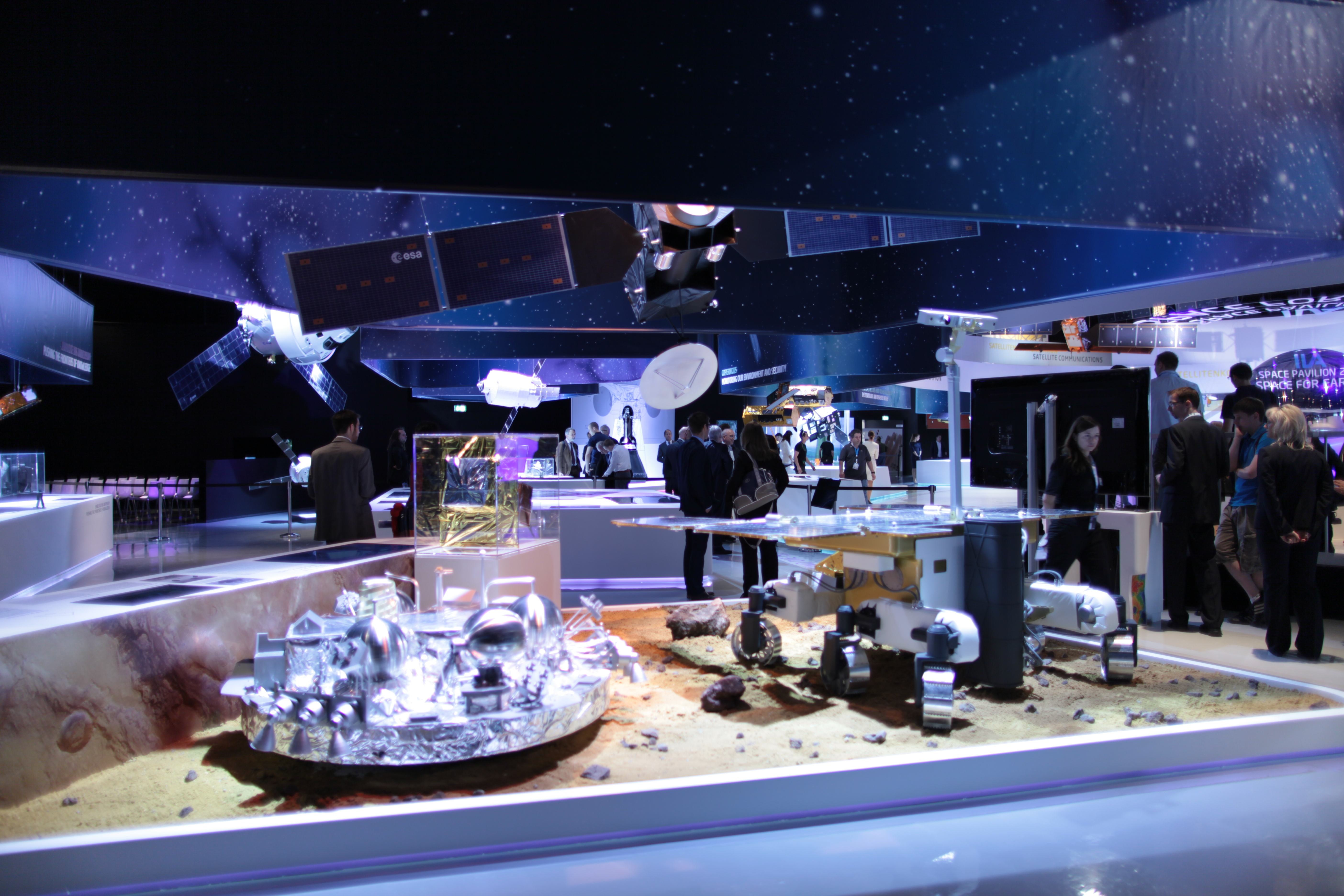
Modelos do ExoMars EDM Schiaparelli e do ExoMars Rover, agora o rover Rosalind Franklin, na ESTEC, 2014

O Centro Europeu de Investigação e Tecnologia Espacial (ESTEC) foi fundado em 1968. O centro seria o núcleo da Organização Europeia de Pesquisa Espacial (ESRO). Suas responsabilidades incluíam a engenharia e o teste de satélites e suas cargas úteis, a integração de instrumentos científicos nessas cargas úteis e a tomada de providências para seu lançamento. Em alguns casos, os Estados-Membros deveriam produzir os instrumentos científicos para o ESRO ou produzi-los como parte do seu próprio esforço nacional e compensar o ESTEC pelo seu serviço. Na prática, as organizações nacionais simplesmente usavam o ESTEC como uma organização de serviços e deixavam que ele pagasse seus esforços com o orçamento do ESRO. Após o Relatório Bannier, a instalação ganhou autoridade executiva geral para o desenvolvimento de espaçonaves e foi fundida com o ESLAB. O centro de controlo do satélite foi também transferido para o ESOC. O ESTEC deveria inicialmente estar localizado em Delft (Holanda do Sul), mas devido a dificuldades imprevistas, Noordwijk foi escolhido em seu lugar.

## ESA Test Centre

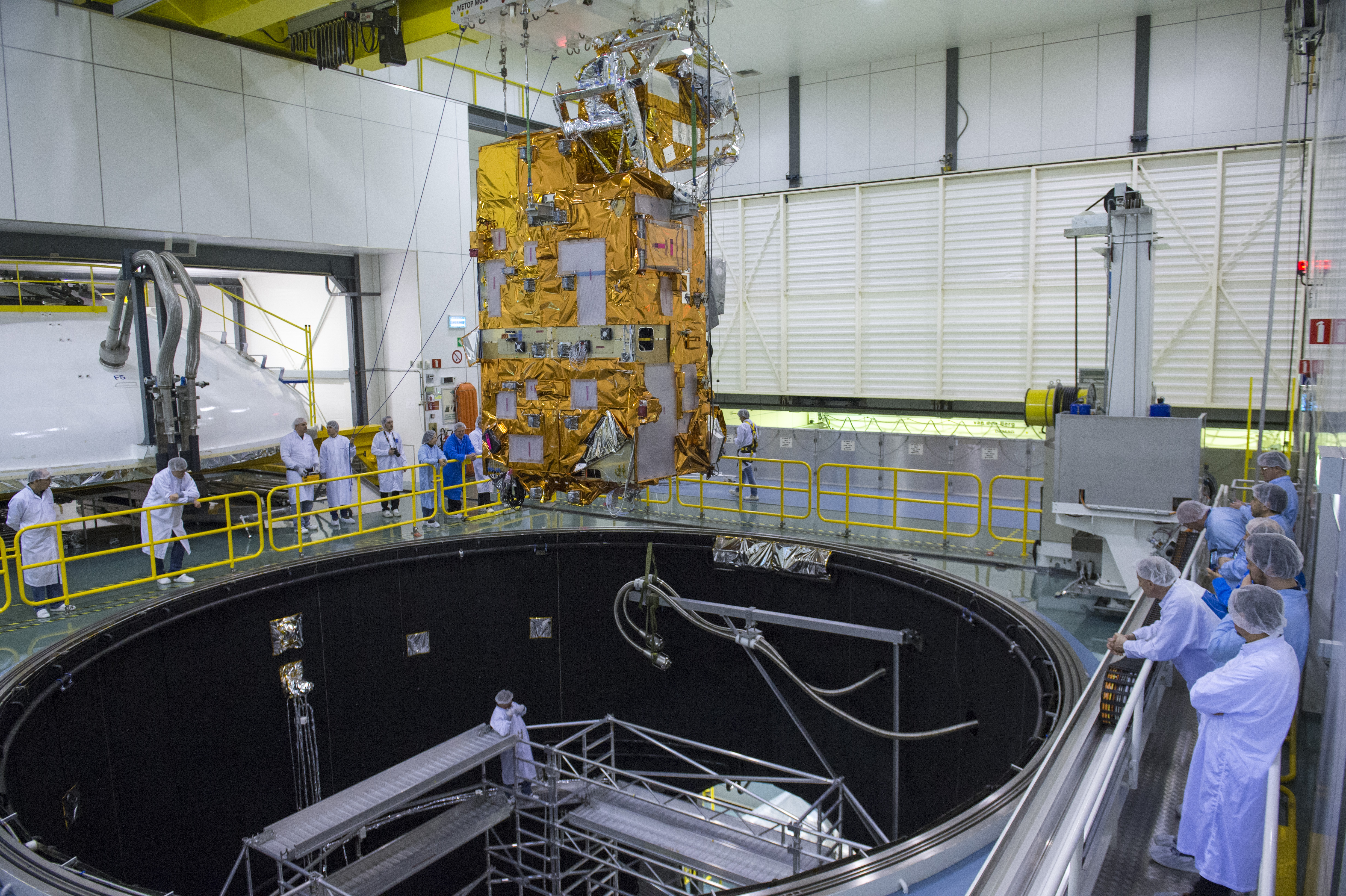
Módulo de carga útil do MetOp-C a ser baixado para o Large Space Simulator, 2017

Em 1964, o ESRO decidiu criar um centro de testes independente que faria parte do ESTEC. O primeiro edifício com instalações de vibração e vácuo térmico (denominado edifício F) foi concluído em 1966 e o primeiro satélite a ser testado foi o satélite ESRO-1 em 1968. Da década de 1970 ao final da década de 1980, o centro de testes foi ampliado com as seguintes instalações: A Câmara de Teste Dinâmico (DTC) em 1975, O Multishaker em 1983, A instalação EMC em 1985, O simulador Large Space (estendendo o DTC) em 1986, O Large European Acoustic Facility (LEAF) em 1989 e o Compact Payload Test Range (CPTR) em 1990.
Nas décadas de 1990 e 2000, as seguintes instalações principais foram adicionadas: o sistema de agitador hidráulico (HYDRA), o edifício Fr com salas limpas adicionais (2000), a grande instalação EMC (Maxwell) e o QUAD Shaker em 2008.
Em 1997, as operações de teste e as atividades de manutenção das instalações foram subcontratadas ao consórcio COMET e, no ano 2000 a gestão dos testes, a manutenção, as operações e a comercialização do centro de testes foram assumidas pela European Test Services B.V. (uma subsidiária da IABG mbH e da Intespace SA); As instalações ainda pertencem à ESA, que é responsável pelo desenvolvimento das instalações, metodologias de teste, engenharia relacionada a testes e controle de subcontratados.
Desde o ano 2000, não apenas testes para a indústria espacial foram realizados, mas as instalações também são usadas para testes aeroespaciais, ferroviários, de transporte, marítimos e de energia para clientes como ABB, ALSTOM, Airbus, Bombardier e muitos outros.

## Space Expo

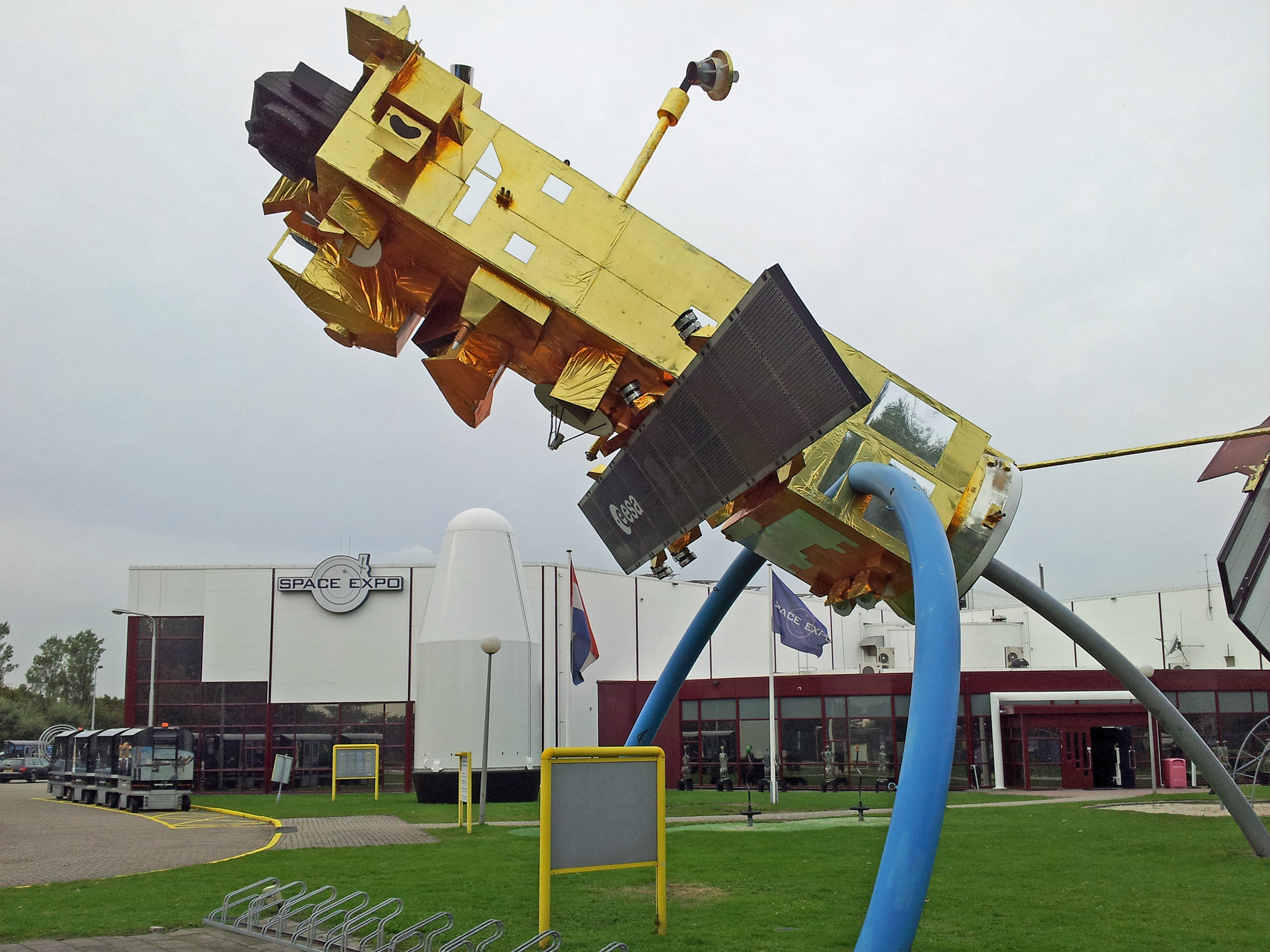
Space Expo em 2013

A Space Expo é a exposição permanente sobre a exploração espacial no complexo ESTEC em Noordwijk. Foi inaugurado em 1990 pela Rainha Beatrix dos Países Baixos e pelo Príncipe Friso de Orange-Nassau. A exposição tem mais de 100 000 visitantes anualmente.